# 刑務官
刑務官（けいむかん）は、法務省矯正局の国家公務員であって、一般職の職員の給与に関する法律（昭和25年法律第95号）別表第4イ公安職俸給表（一）の適用を受ける法務事務官で、法務大臣が刑事施設の職員のうちから刑務官として指定したもの（刑事収容施設及び被収容者等の処遇に関する法律13条及び刑事施設及び被収容者の処遇に関する規則7条）をいう。原則として刑務所、少年刑務所または拘置所に勤務している。刑務所および少年刑務所では、受刑者への指導を通じて、その社会復帰（改善更生）を実現するよう、様々な処遇を行っている。
拘置所では、主として勾留中の被疑者、被告人を収容し、逃走や証拠の隠滅を防止するとともに、公平な裁判を受けられるように配慮している。全国の刑務所、少年刑務所及び拘置所において、約17,500人の刑務官が勤務している。 　

## 刑務官の名称
刑務官の正式な官職名は法務事務官であり、この点、事務官とは別個の官職である警察官、海上保安官、入国警備官等とは異なる。
そのため名刺には、所属官所・部課名担当係と共に「法務事務官　○○（階級）」（少年矯正施設に勤務する場合に必要な法務教官兼任の場合は「法務事務官兼法務教官」)と記載される。
日本の刑務所では受刑者が信頼する刑務官を「オヤジ」や「先生」と呼ぶ慣習があったが処遇見直しにより改められることになった。

## 刑務官の階級

### 刑務官の階級
刑務官の階級は、刑事施設及び被収容者の処遇に関する規則第8条において矯正監を最高位とする7階級が定められている。所長には矯正監又は矯正長が充てられる。「主任看守」は正式な階級ではなく、警察官の階級における巡査長に相当する一種の名誉階級で、看守部長に昇任していないベテランの看守が任じられる。かつては同様に「看守部長」の上に「主任看守部長」が存在したが、現在は事実上廃止されている 。
| 序列 | 階級                              | 役職 |
| ---- | --------------------------------- | --- |
| 1    | 矯正監                            | 矯正管区長、矯正管区部長、 大規模施設所長、法務省本省課長、部長、局長 |
| 2    | 矯正長                            | 所長、所部長、矯正管区部長、課長 |
| 3    | 矯正副長                          | 部長、調査官、大規模施設首席矯正処遇官、次席矯正処遇官、 課長及び支所長 |
| 4    | 看守長                            | 首席矯正処遇官、矯正処遇調整官、上席統括矯正処遇官、 統括矯正処遇官、課長、課長補佐、支所長、支所次長及び支所課長 (検察庁法第18条第2項の規定により、副検事選考資格が付与されると共に、この階級より全国転配異動の対象となる) |
| (-)  | 主任副看守長                      | ベテランの中等科グループ修了者または初等科グループの刑務官考査試験合格者による係長及び主任矯正処遇官 （この階級までは法務省採用総合職試験合格採用者（旧Ⅰ種採用試験相当）を除き、採用された矯正管区内での転配異動となる）    |
| (5)  | 副看守長 (係長及び主任矯正処遇官) | 国家公務員総合職試験採用者及び中等科または高等科グループ修了者による、係長及び主任矯正処遇官 |
| 6    | 副看守長                          | 初等科グループ一般職員の矯正処遇官 |
| 7    | 看守部長                          | 初等科グループ一般職員または矯正処遇官 |
| (-)  | 主任看守                          | 一般職員 |
| 8    | 看守                              | 一般職員 |

### 刑務官の制服及び階級章
刑務官の制服及び階級章の形式は「刑務官の服制及び服装に関する規則」で定められている。
また、警備服と称される警備出動または警備訓練の際に着用することを主目的とした被服の形式は「刑務官の警備服の製式制定について（依命通達）」で定められている。

#### 訓令
| 施行          | 訓令                                  | 変更内容 |
| 2001年3月31日 | 平成12年12月21日矯保訓第3789号        | 警備服用階級章制定（制服に制定されている主任看守部長の階級章については設定無し） |
| 2011年4月1日  | 平成23年3月14日矯成訓1428法務大臣訓令 | 常装として着装される被服の名称を通常勤務服に変更、階級章を警備服と同一にする。 記章は任用研修課程高等科又は任用研修課程中等科、法務教官応用課若しくは法務技官応用課を修了した主任矯正処遇官及び係長に着装させる。 主任看守部長の記載全て無くなる。 |
| 2014年4月1日  | 平成26年2月13日矯成訓1                | 通常勤務服の階級章変更、副看守長の階級章を主任矯正処遇官及び係長にある者とそれ以外に分ける。 警備服の階級章は変更無し、但し主任矯正処遇官及び係長である副看守長は階級章の上に記章を着装する。 |
| 2020年4月1日  | 令和2年3月30日矯成訓1                 | 通常勤務服階級章 副看守長の区分を任用グループの区分及び監督業務従事者とそうでない者との区分を明確にするため、中等科、応用科及び高等科グループの副看守長、監督業務に従事する副看守長、監督業務に従事しない副看守長の3区分に変更した。 記章は、主任副看守長に着装する。 警備服・特別機動警備隊警備服階級章 上記通常勤務服と同様、副看守長の区分変更に伴う製式の変更のほか、記章の着装、通常勤務服の階級章と整合するよう、矯正監、矯正副長、看守長等の階級章の製式を変更した。 |

#### 階級章
| 階級 | 通常勤務服 | 警備服・特別機動隊警備服 |
| 階級 | 材質：金属製とする | 地質：樹脂、天然繊維、化学繊維及びこれらの混紡織物とする。色相は、金色又は濃紺とする。 |
| 矯正監 | 金色の台の中央に、金色の桜花章を3個を付ける。 | 金色の台の中央に、金色の桜花章3個を付ける。 |
| 矯正長 | 金色の台の中央に、金色の桜花章を2個を付ける。 | 金色の台の中央に、金色の桜花章2個を付ける。 |
| 矯正副長 | 金色の台の中央に、金色の桜花章を1個を付ける。 | 金色の台の中央に、金色の桜花章1個を付ける。 |
| 看守長 | 金色の台の中央に、下地を金色とする円形の標章（以下、「金色標章」という。）を取り付け、その両側に金色の飾り線を3本配する。 なお、金色標章は中央に金色の桜花章、当該桜花章の周囲に円、当該円の外に「Corrections Officer」の刻印を付し、周囲は濃紺を配する。 | 地質中央に、金色の旭日に金色の桜花章を載せて付け、その両側に金色の飾り線を3本配する。 |
| 主任副看守長・副看守長 （任用研修課程中等科、同法務教官応用科、同法務技官応用科又は同高等科を修了した主任矯正処遇官又は係長） | 金色の台の中央に、金色標章を取り付け、その両側に金色の飾り線を2本配する。 主任副看守長は階級章の上に、記章（梨地金色の円形台地の中央に金色の五三の桐を配する）を着装する。                                                                                | 地質中央に、金色の旭日に金色の桜花章を載せて付け、その両側に金色の飾り線を2本配する。 主任副看守長は階級章の上に記章（青色の円形の台地に金色で縁取りし、中央に金色の五三の桐を配する）を着装する。 |
| 主任副看守長・副看守長 （上記任用研修課程を修了していない主任矯正処遇官又は係長）                                             | 金色の台の中央に、金色標章を取り付け、その両側に金色の飾り線を1本配する。 主任副看守長は階級章の上に、記章を着装する。 | 地質中央に、金色の旭日に金色の桜花章を載せて付け、その両側に金色の飾り線を1本配する。 主任副看守長は階級章の上に記章を着装する。                                                                   |
| 副看守長（上2段に掲げる者以外）                                                                                               | 銀色の台の中央に、金色標章を取り付け、その両側に金色の飾り線を1本配する。 | 地質中央に、銀色の旭日に金色の桜花章を載せて付け、その両側に金色で縁取りした銀色の飾り線を1本配する。                                                                                              |
| 看守部長 | 銀色の台の中央に、下地を銀色とする円形の標章（以下、「銀色標章」という。）を取り付け、その両側に銀色の飾り線を3本配する。 なお、銀色標章は中央に銀色の桜花章、当該桜花章の周囲に円、当該円の外に「Corrections Officer」の刻印を付し、周囲は濃紺を配する。 | 地質中央に、銀色の旭日に金色の桜花章を載せて付け、その両側に銀色の飾り線を3本配する。 |
| 主任看守 | 銀色の台の中央に、銀色標章を取り付け、その両側に銀色の飾り線を2本配する。 | 地質中央に、銀色の旭日に金色の桜花章を載せて付け、その両側に銀色の飾り線を2本配する。 |
| 看守 | 銀色の台の中央に、銀色標章を取り付け、その両側に銀色の飾り線を1本配する。 | 地質中央に、銀色の旭日に金色の桜花章を載せて付け、その両側に銀色の飾り線を1本配する。 |

図柄の詳細は法務省　刑務官採用試験サイト内の ◆ 女性刑務官募集（参考）※パンフレット[ＰＤＦ] 7ページ目参照（但し、令和2年3月30日矯成訓1の施行以前のものであることに注意）。

## 専門官制度
専門官制度も階級類似の構造となっている。
首席矯正処遇官
大規模施設の矯正副長、中小規模施設の看守長のうち上席の者が任命される。
次席矯正処遇官
府中刑務所、横浜刑務所、名古屋刑務所、大阪刑務所、福岡刑務所、東京拘置所及び大阪拘置所の処遇部並びに喜連川社会復帰促進センターの処遇部に、それぞれ一人が配置される。処遇担当の首席矯正処遇官を助け、その事務のうち、所長の指定に係る事務を整理する。
上席統括矯正処遇官
統括矯正処遇官のうち、特に複雑困難な事務を統括する者を上席統括矯正処遇官とする。
統括矯正処遇官
看守長が任命される。
主任矯正処遇官
副看守長の中から任命される。
矯正処遇官
副看守長及び看守部長が任命される。

## 待遇

### 採用試験
刑務官採用試験は高校卒業程度の難易度とされるが、受験案内等で高卒の資格は要求されていない。採用試験の際には体力測定を行うと共に、四肢に異常のあるものは不可とされている。

### 給与・諸手当
刑務官には、一般の国家公務員に適用される行政職俸給表（一）に比べて12％程度給与水準の高い公安職俸給表（一） が適用される。この他に、各種手当（扶養手当、住居手当、通勤手当、期末・勤勉手当、超過勤務手当等）が支給される。

### 勤務時間・休暇
1週当たりの勤務時間は、38時間45分（週休2日制）であり、一日7時間45分の勤務を行う（官執勤務者）場合と、交代勤務の場合がある。休暇制度としては、年次休暇（年間20日間）の外に病気休暇、特別休暇（夏季休暇、結婚・出産に伴う休暇等）、および育児休暇介護休暇（有給）育児休業（無給）等の制度が設けられている。
国家公務員宿舎法により、緊急事態による非常呼集要因として一部の刑事施設（他の省庁を含む財務省管理の合同宿舎をいう）を除く、刑事施設敷地内の職員宿舎（刑事施設が管理する）に居住する刑務官及び法務技官並びに法務教官は宿舎費用が免除されている。

### 国家公務員試験
なお、国家公務員試験総合職（旧国家Ⅰ種）合格のキャリア組が刑務官に任官した場合は副看守長（主任矯正処遇官・任官2年以内に法務研修所における要高等科検修）に、同試験一般職（大卒程度、旧国家Ⅱ種）合格の準キャリア組が刑務官に任官した場合は看守部長（要任官1年以内に中等科検修）に、それぞれ採用当初から任用される。これはキャリア組・準キャリア組が警察庁の警察官に任官した場合、それぞれ警部補・巡査部長の階級から開始する制度と類似する。

## 労働基本権
刑務官は公安職であるため、国家公務員法で労働基本権が認められておらず、労働組合を結成することはできない。
同じく法務省の施設等機関である少年院・少年鑑別所に勤務する法務教官は労働基本権のうち、団結権及び団体交渉権が認められている。

## 刑務官の抱える諸問題

### 心理的問題
強い権力を与えられた刑務官と力を持たない受刑者が、狭い空間である刑務所に常に一緒にいると、刑務官は次第に理性の歯止めが利かなくなり、暴走してしまう可能性のあることが指摘されている。例えば、1971年にアメリカのスタンフォード大学で行われた「スタンフォード監獄実験」（Stanford prison experiment）においてそのような状況が多数見られた。

### 元受刑者によるお礼参り
受刑者側が服役中あるいは出所後に刑務官に対して暴行を加える事例も発生している。お礼参りを受けた刑務官も少なからず存在する。2004年には札幌刑務所に勤務する男性刑務官が出所した暴力団組員数人から集団で暴行された上に、所有の乗用車を損壊された。

### 刑務官による暴行事件
2001年の名古屋刑務所での事件を皮切りに、刑務官による受刑者への暴力や虐待、不正行為が明らかになった。
名古屋刑務所放水死事件
2001年、刑務官数人が消防用ホースで、43歳の男性受刑者の肛門に水を放水して死亡させ、特別公務員暴行陵虐致死などの罪に問われた事件である。被告の刑務官らは「懲罰における身体の清掃」が目的と証言したが、地裁はこれを否定し、執行猶予付きの有罪判決を下した。
宮崎刑務所での床暖房
2008年7月24日に、宮崎刑務所の幹部職員5人が、保護室に収容された50歳代の受刑者に対し、床暖房を行って室温を38度にまで上げる虐待を行なった上、記録表に記載する室温を、本来の「38度」から「28度」に書き換える改竄（かいざん）を行なっていたことが発覚し、5人は2010年4月23日付で、懲戒免職や停職6ヵ月などの懲戒処分となった上、特別公務員暴行陵虐罪で書類送検された。また、当時の所長についても、監督責任を問われ減給処分となっている。元受刑者は出所後、鹿児島地方裁判所に対し損害賠償請求の訴えを提起。同地裁は国に対し賠償金を支払うよう命じた。

## 刑務官の証言
- 被収容者への絵入りTシャツ差し入れ拒否で東京拘置所を相手取って行われた国家賠償請求訴訟で、国側証人である東京拘置所の某幹部職員は「有罪率99%だから未決者でも（有罪と）認定された人々（中略）」「被拘禁者は一般国民と違う」と証言したという[5]。
- 元刑務官の坂本敏夫は、ドキュメンタリー監督の森達也の質問「長い刑務所と拘置所の体験で、こいつだけは殺すしかない、生きるに値しないという被収容者はいたか」に対し、「そういう被収容者はいなかったが、薬物中毒者は社会に帰せないと思った」と答えている。また、坂本は「矯正の余地がない」という死刑判決の理由は論理的に変だとも述べている[6]。